# Thằn lằn ngón Cao Văn Sung
Thằn lằn ngón Cao Văn Sung, tên khoa học Cyrtodactylus caovansungi, là một loài thằn lằn trong họ Gekkonidae. Loài này được Orlov, Nguyễn Quảng Trường, Nazarov, Ananjeva & Nguyễn Ngọc Sang mô tả khoa học đầu tiên năm 2007. Chúng là loài đặc hữu mới chỉ được phát hiện tại Vườn quốc gia Núi Chúa của Ninh Thuận (Việt Nam), được đặt tên theo giáo sư Cao Văn Sung, nhà sinh vật học người Việt Nam.